# Junge Freie Wähler
Die Jungen Freien Wähler, Kurzbezeichnung JFW, ist die Jugend- und Nachwuchsorganisation der als Partei organisierten Bundesvereinigung der Freien Wähler (nicht zu verwechseln mit dem Bundesverband der Freien Wähler).

## Geschichte
Die Freien Wähler stellten ursprünglich Wählergruppen auf kommunaler Ebene dar, die sich schließlich in Landes- und Bundesverbänden lose zusammenschlossen. Um an Landes- und Bundestagswahlen teilnehmen zu können, wurden jedoch nach und nach parallel dazu auch parteiähnlich organisierte Landesvereinigungen gegründet, 2009 schließlich auch eine Bundesvereinigung. Wie bei anderen Parteien ebenfalls üblich, wurden auch Jugendvereinigungen gegründet. So entstand die Jugendvereinigung der Freien Wähler in Bayern im Jahr 2003. Bereits am 17. März 2003 wurde ein eigenes Wahlprogramm mit den Schwerpunkten Bildungspolitik, Digitalisierung, Umweltpolitik und Schaffung gleichwertiger Lebensverhältnisse in Stadt und Land verabschiedet. Die Landesvereinigung in Hessen wurde 2013 gegründet. Die Bundesvereinigung wurde schließlich Anfang 2017 aufgebaut. Die Landesvereinigung in Hamburg wurde Mitte des Jahres 2017 gegründet. Die Landesvereinigungen Sachsen und Berlin wurden im Sommer 2020 gegründet.
Nachdem es bei den Kommunalwahlen in Bayern 2020 möglich war, dass auch mehrere Listen pro Partei antreten, kandidierte im Landkreis Eichstätt die dortige Kreisvereinigung als eigene Liste und errang schließlich mit 4,94 % der Stimmen drei Kreistagsmandate.

## Struktur
Die Organisation gliedert sich laut Satzung der Mutterpartei in Landesvereinigungen, Bezirksvereinigungen, Kreisvereinigungen und Ortsvereinigungen.
Es gibt in 14 von 16 Bundesländern (nicht im Saarland und in Bremen) jeweils eine Landesvereinigung der JFW. (Stand: Februar 2025)
Vorsitzender der Bundesvereinigung war von Oktober 2020 bis Oktober 2024 Felix Locke. Ihm folgte Lisa-Marie Jeckel.
| Landesvereinigung      | Vorsitzende/r     |
| ---------------------- | ----------------- |
| Baden-Württemberg      | vakant            |
| Bayern                 | Julian Preidl     |
| Berlin                 | vakant            |
| Hamburg                | Sebastian Pereira |
| Hessen                 | Stella Streit     |
| Mecklenburg-Vorpommern | vakant            |
| Niedersachsen          | vakant            |
| Nordrhein-Westfalen    | Robert Viebahn    |
| Rheinland-Pfalz        | Pascal Barz       |
| Saarland               | Brandon Lee Posse |
| Sachsen                | Justin Meinel     |
| Sachsen-Anhalt         | Sarah Biedermann  |
| Schleswig-Holstein     | David Gutzeit     |
| Thüringen              | David Wiedemann   |

## Mitgliedschaft
Jedes Mitglied der Bundesvereinigung Freie Wähler unter 35 Jahren ist automatisch Mitglied der jeweils untergliederten Vereinigung der Jungen Freien Wähler. Eine getrennte Mitgliedschaft nur bei den JFW ist nicht möglich und daher immer an die Bundesvereinigung gekoppelt.